# Weaver (Familienname)
Weaver ist ein englischer Familienname.

## Herkunft und Bedeutung
Weaver ist ein Berufsname und entspricht dem deutschen Weber. Zu weiteren Informationen siehe dort.

## Namensträger
- Alexandra Weaver (* 1985), britische Schauspielerin
- Andrew Weaver (Radsportler) (* 1959), US-amerikanischer Radrennfahrer
- Andrew J. Weaver (* 1961), kanadischer Klimaforscher
- Archibald J. Weaver (1843–1887), US-amerikanischer Politiker
- Arthur J. Weaver (1873–1945), US-amerikanischer Politiker
- Blayne Weaver (* 1976), US-amerikanischer Schauspieler
- Blue Weaver (* 1947), britischer Musiker
- Bobby Weaver (* 1958), US-amerikanischer Ringer
- Brigstock Weaver (1686–1767), englischer Pirat in der Karibik
- Buck Weaver (1890–1956), US-amerikanischer Baseballspieler
- Charles Weaver (Politiker, 1817), (1817–1874), australischer Politiker
- Charlie Weaver (Politiker, 1957), (* 1957), US-amerikanischer Politiker
- Charles Edwin Weaver (1880–1958), US-amerikanischer Paläontologe und Geologe
- Charles F. Weaver († 1932), US-amerikanischer Politiker
- Charles P. Weaver (1851–1932), US-amerikanischer Politiker
- Charles Yardley Weaver (1884–1930), kanadischer Politiker
- Clara Weaver Parrish (1861–1925), US-amerikanische Malerin und Glaskünstlerin
- Claude Weaver (1867–1954), US-amerikanischer Politiker
- Curley Weaver (1906–1962), US-amerikanischer Bluesmusiker
- Dennis Weaver (1924–2006), US-amerikanischer Schauspieler
- Earl Weaver (1930–2013), US-amerikanischer Baseballmanager
- Edmund Weaver († 1748), englischer Astronom
- Emma Weaver, englische Schauspielerin
- Eva Weaver, deutsch-britische Schriftstellerin
- Frances Tilton Weaver (1904–2003), US-amerikanische Anwältin
- Fritz Weaver (1926–2016), US-amerikanischer Schauspieler
- Gertrude Weaver (1898–2015), US-amerikanische Supercentenarian, ältester lebender Mensch (2015)
- Harriet Shaw Weaver (1876–1961), britische Autorin und Feministin
- Henry A. Weaver (1820–1890), US-amerikanischer Politiker
- Iain Weaver (* 1990), englischer Amateurboxer
- Jacki Weaver (* 1947), australische Schauspielerin
- James Weaver (Rennfahrer) (* 1955), britischer Autorennfahrer
- James B. Weaver (1833–1912), US-amerikanischer Politiker
- James D. Weaver (1920–2003), US-amerikanischer Politiker
- James H. Weaver (1927–2020), US-amerikanischer Politiker
- Jeff Weaver (* 1976), US-amerikanischer Baseballspieler
- Jered Weaver (* 1982), US-amerikanischer Baseballspieler
- John Weaver (Tänzer) (1673–1760), britischer Tänzer, Choreograf und Tanzhistoriker
- John Weaver (Organist) (1937–2021), US-amerikanischer Organist, Chorleiter und Komponist
- John Weaver (Künstler) (1920–2012), amerikanischer Bildhauer
- John Carrier Weaver (1915–1995), US-amerikanischer Geograph
- John Ernest Weaver (1884–1966), US-amerikanischer Botaniker
- Jonathan Weaver (* 1977), britischer Eishockeyspieler
- Kaitlyn Weaver (* 1989), amerikanisch-kanadische Eiskunstläuferin
- Kathleen M. Weaver (* 1947/48), US-amerikanische Politikerin
- Kenneth Weaver (1915–2010), US-amerikanischer Schriftsteller
- Kyle Weaver (* 1986), US-amerikanischer Basketballspieler
- Marjorie Weaver (1913–1994), US-amerikanische Schauspielerin
- Mary Jo Weaver (* 1942), US-amerikanische Theologin
- Michael Weaver (Schriftsteller) (* 1929), US-amerikanischer Schriftsteller
- Michael Weaver (Golfspieler) (* 1991), US-amerikanischer Golfspieler
- Michele Weaver, US-amerikanische Schauspielerin
- Mick Weaver (* 1944), britischer Keyboarder
- Mike Weaver (Boxer) (Michael Dwayne Weaver; * 1952), US-amerikanischer Boxer
- Mike Weaver (Eishockeyspieler) (Arthur Michael Robert Weaver; * 1978), kanadischer Eishockeyspieler
- Nicky Weaver (* 1979), englischer Fußballspieler
- Olivia Weaver (* 1995), US-amerikanische Squashspielerin
- Patrick Weaver (* 1969), US-amerikanischer Skilangläufer
- Phillip Hart Weaver (1919–1989), US-amerikanischer Politiker
- Richard M. Weaver (1910–1963), US-amerikanischer Sozialwissenschaftler und Historiker
- Robert Weaver (Politiker) († 1687), englischer Politiker
- Robert Weaver (Herausgeber) (1921–2008), kanadischer Herausgeber und Rundfunkschaffender
- Robert Weaver (Spezialeffektkünstler), US-amerikanischer Spezialeffektkünstler
- Robert C. Weaver (1907–1997), US-amerikanischer Hochschullehrer und Politiker
- Robert Edward Weaver (1913–1991), US-amerikanischer Künstler
- Ron Weaver († 2013), US-amerikanischer Fernsehproduzent
- Sigourney Weaver (* 1949), US-amerikanische Schauspielerin
- Sylvester Weaver (1897–1960), US-amerikanischer Bluesgitarrist
- Sylvester Laflin Weaver junior (1908–2002), US-amerikanischer Rundfunkoffizieller
- Walter L. Weaver (1851–1909), US-amerikanischer Politiker
- Walter Parker Weaver (* 1934), US-amerikanischer Theologe
- Warren Weaver (1894–1978), US-amerikanischer Mathematiker
- Will Weaver (* 1984), US-amerikanischer Basketballtrainer
- William G. Weaver (1888–1970), US-amerikanischer Generalmajor
- Zebulon Weaver (1872–1948), US-amerikanischer Politiker